# Fabrice Salanson
Fabrice Didier Salanson (* 17. November 1979 in Montereau; † 3. Juni 2003 in Dresden) war ein französischer Radrennfahrer.

## Sportlicher Werdegang
1997 gewann Fabrice Salanson den Chrono des Nations in der Kategorie Juniore. 1999 belegte er in der Nachwuchsausgabe von Paris–Roubaix Platz acht. Im Jahr 2000 erhielt er beim Team Bonjour seinen ersten Vertrag und entschied eine Etappe der Tour de l’Avenir für sich. 2002 gewann er eine Etappe des UCI-Rennens Grand Prix Midi Libre und beeindruckte auf der ersten Etappe der Deutschland Tour 2002 mit einer 120 Kilometer langen Solofahrt.
2003 wurde Salanson, der als eines der hoffnungsvollsten Talente im französischen Radsport galt, vom Team Brioches La Boulangère als Kapitän verpflichtet. Im Juni 2003 sollte er bei der Deutschland Tour an den Start gehen. Am Morgen vor der ersten Etappe wurde er tot in seinem Hotelzimmer in Dresden aufgefunden. Untersuchungen ergaben, dass kein – wie zunächst angenommen – Doping im Spiel gewesen sein soll, sondern dass der 23-jährige Salanson an hypertropher Kardiomyopathie litt und eines natürlichen Herztodes gestorben sei.
Die Familie von Fabrice Salanson gründete eine Stiftung, die seinen Namen trägt und die Erforschung von Herzerkrankungen unterstützt.

## Erfolge
1997
- Chrono des Nations (Junioren)

2000
- eine Etappe Tour de l’Avenir

2002
- eine Etappe Grand Prix Midi Libre